# George Tessier
Georges Ernest Prosper Marie Tessier, conosciuto anche semplicemente come George Tessier (Parigi, 22 aprile 1891 – Valenton, 7 dicembre 1967), è stato uno storico, archivista e diplomatista francese.

## Biografia
Nel 1923 George Tessier si diplomò archivista e paleografo all'École nationale des chartes e si laureò all'École pratique des hautes études, divenendo poi membro dell'École française de Rome e venendo nominato agli Archivi Nazionali, carica che mantenne fino al 1927. In quell'anno divenne segretario dell'École des chartes e nel 1930 fu nominato professore di diplomatica, posto che occupò fino al suo ritiro in pensione, avvenuto nel 1961. Dal 1941 al 1946, Tessier insegnò ugualmente storia del diritto civile e del diritto canonico come supplente di Rogerg Grand. Dal 1949 al 1961, fu segretario della redazione della Bibliothèque de l'École des chartes. Fu nominato membro ordinario dell'Académie des inscriptions et belles-lettres, al seggio di Abel Lefranc. Presidente dell'Accademia nel 1962, divenne suo segretario perpetuo nel 1964, funzione che esercitò fino al sopraggiungere della morte, avvenuta nel 1967. Moglie : Madeleine Lorain (1891-1977).

## Attività scientifica
Medievista e diplomatista, seguì le indicazioni tracciate dall'École nationale des chartes e dal suo più insigne rappresentante, Léopold Victor Delise. Quale storico, si occupò principalmente dell'età carolingia, concentrandosi sugli imperatori Carlo Magno e Carlo il Calvo; quale diplomatista, si concentrò invece sull'edizione critica dei documenti emessi dalla cancelleria dei re franchi, specialmente quelli carolingi. Si dedicò anche alla storia religiosa del suo Paese, oltre a questioni di diritto canonico e civile.